# Xã Corsicana, Quận Barry, Missouri
Xã Corsicana (tiếng Anh: Corsicana Township) là một xã thuộc quận Barry, tiểu bang Missouri, Hoa Kỳ. Năm 2010, dân số của xã này là 418 người.